# Гёдеке, Фридрих Вильгельм фон
Фридрих Вильгельм фон Гёдеке (ошибочное написание: Гоэдек, нидерл. Friedrich Wilhelm von Goedecke; 26 мая 1771, Диц, Рейн-Лан — 11 марта 1857, Нойвид) — нидерландский, нассауский и люксембургский военачальник и государственный деятель.

## Биография
Гёдеке родился в 1771 году в Дице, графство Нассау. Нассау в ту пору было независимым германским государством, связанным династическими узами с Нидерландами. Немец по национальности.
В 1815 год, во время Ста дней, полковник фон Гёдеке командовал 2-м пехотным полком Нассау и одновременно бригадой, в которую входил полк, в составе нидерландского контингента англо-нидерландской армии герцога Веллингтона. Однако, 15 июля, за три дня до битвы при Ватерлоо, он сломал ногу. Командование полком принял старший майор, а командование бригадой — совсем юный принц Карл Бернхард Саксен-Веймар-Эйзенахский, для которого сражения при Катр-Бра и при Ватерлоо стали звёздным часом. 
Гёдеке, тем не менее, был повышен до генерал-майора и состоял на военной службе в герцогстве Люксембург, ещё в одном государстве, связанном с Нидерландами личной унией. Позднее Гёдеке был назначен главнокомандующим вооружёнными силами Люксембурга, и в 1831 году был включен в правительственный совет под руководством нидерландского губернатора Люксембурга принца Карла Бернхарда (того же самого).
С 27 мая 1831 года по 18 июня 1839 года Гёдеке был председателем Правительственного совета Люксембурга. Он скончался в 1857 году.